# Habrough
Habrough – wieś w Anglii, w hrabstwie ceremonialnym Lincolnshire, w dystrykcie (unitary authority) North East Lincolnshire. Leży 45 km na północny wschód od Lincoln i 233 km na północ od Londynu.